# Torrent de Boscodon
Pour les articles homonymes, voir Boscodon (homonymie).
Le torrent de Boscodon, dans le département français des Hautes-Alpes, dans la commune de Crots, est un impétueux petit affluent gauche de la Durance et donc un sous-affluent du Rhône.

## Géographie
Le Boscodon ne prend ce nom que sur son cours inférieur, il est formé de la réunion de trois torrents, dont le principal, l'Infernet, nait sur les pentes du mont Pouzenc (altitude 2 898 m), du Joug de l'Aigle et de la Montagnette, sommets méridionaux du massif du Parpaillon. L'une des sources est connue sous le nom de source de Naton, à 1 980 m d'altitude.
Il coule en direction du nord-nord-ouest et la longueur de son cours est de 11,9 kilomètres, pour un dénivelé de près de 2 000 mètres, ce qui représente une pente moyenne tout à fait exceptionnelle de plus de 16 %[réf. nécessaire].
Il forme un imposant cône de déjection, l'un des plus importants d'Europe, et se jette dans la retenue de Serre-Ponçon, entre Embrun et Savines-le-lac, à 780 m d'altitude.

### Communes et canton traversés
Dans le seul département des Hautes-Alpes, le torrent de Boscodon traverse une seule commune, et donc un seul canton :
- arrondissement de Gap : canton d'Embrun : Crots (source et confluence).

### Bassin versant
Le torrent de Boscodon traverse une seule zone hydrographique « La Durance du torrent des vachères au torrent de Trente Pas inclus »  (X050) de 3 762 km2 de superficie. Ce bassin versant est constitué à 90,38 % de « forêts et milieux semi-naturels », à 7,77 % de « territoires agricoles », à 1,05 % de « territoires artificialisés », à 0,77 % de « surfaces en eau », à 0,02 % de « zones humides ».

### Organisme gestionnaire
L'organisme gestionnaire est l'EPTB Syndicat mixte d'aménagement de la vallée de la Durance (SMAVD).

## Affluents
L'Infernet est alimenté par les petits torrents des Olettes, de Consentamieux, de Clot Labosq, et de Pra Clapier, avant de devenir le Boscodon en recevant sur sa gauche le torrent de Bragousse puis le torrent du Colombier.
Le Torrent de Boscodon a donc six affluents référencés tous sur la seule commune de Crots :
- le torrent des Olettes (rg[note 2]), 2,6 km.
- le torrent de Consentamieux (rd), 1,5 km, avec un affluent :
  - le Combal de Valette (rd), 2,1 km.
- le torrent de Clot Labosq (rd), 1,6 km.
- le torrent de Pra Clapier (rd), 2,8 km.
- le torrent de Bragousse (rg), 3,1 km.
- le torrent du Colombier (rg), 3,4 km.

Géoportail ajoute :
- le Canal des Rigues (rd),
- la Source Champ Chamous (rg),

### Rang de Strahler
Le rang de Strahler du torrent de Boscodon est donc de trois par le torrent de Consentamieux et le Combal de Valette.

## Hydrologie

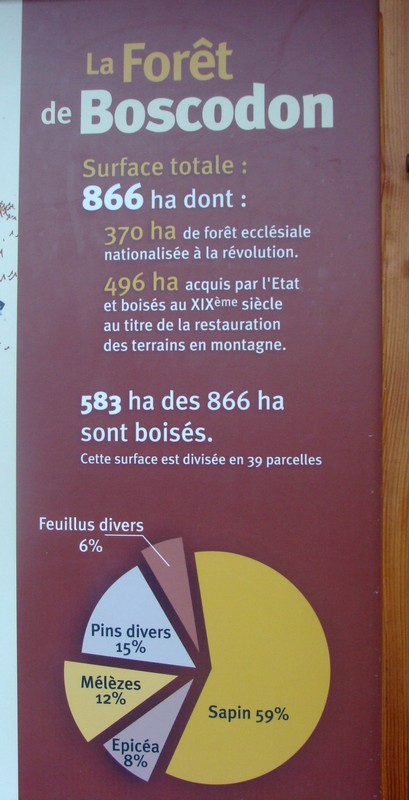
La forêt de Boscodon gérée par l'ONF et majoritairement en sapin.

Parfois à sec, il connaît des crues très violentes, caractéristiques du bassin de la Durance. Celle de juin 1998 a ainsi charrié un bloc rocheux de 250 m3.

## Aménagements et écologie
L'homme a tenté de le domestiquer, mais en vain. Plusieurs murs-barrages ont été établis le long de son cours et de ceux de ses affluents, mais ils sont régulièrement submergés. Il est franchi par plusieurs ponts, souvent endommagés : le pont de la route nationale 94 (anciennement Pont Rouge), le pont du Bois, le pont de la Grande Cabane.
Deux particularités morphologiques retiennent l'attention :
- le haut du bassin collecteur du torrent de Bragousse subit une érosion extrêmement active, qui crée un paysage unique : les cargneules, calcaires mêlés de carbonates de magnésium, voisinant avec les gypses et les marnes, composent un ensemble de coloris original ; et ces cargneules, lessivés par l'érosion, laissent parfois apparaître des sortes de « cheminées de fées » très fragiles et peu durables. Ce spectacle peut être admiré depuis un belvédère installé par l'ONF sur la route de la Fontaine de l'ours, dans la forêt de Boscodon. Du belvédère on aperçoit aussi deux murs-barrages construits sur ce torrent ;
- au débouché du torrent dans la vallée, son cône de déjection particulièrement important crée à la fois un rétrécissement notable du plan d'eau (350 mètres en face du torrent contre 1 000 mètres immédiatement en amont) et un dos d'âne prononcé sur la route qui relie Crots à Savines (2 kilomètres de traversée, 40 mètres de dénivelé)[5].

### ZNIEFF
La forêt de Boscodon a fait l'objet d'une ZNIEFF de type I, décrite depuis 1988, pour 4 427 hectares sur quatre communes.

## Galerie d'images

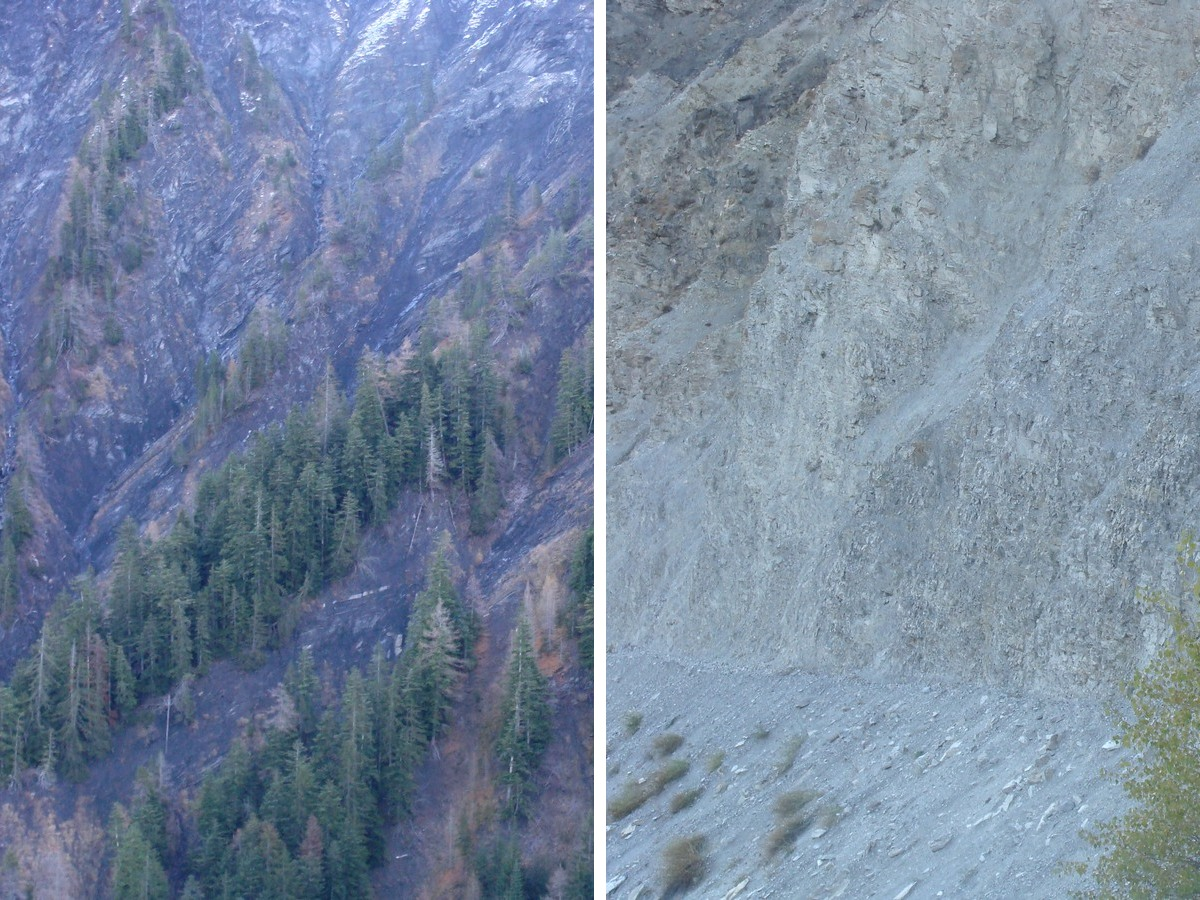
Marnes noires sur la rive droite, gypses sur la rive gauche : le contexte géologique particulier du site de Bragousse
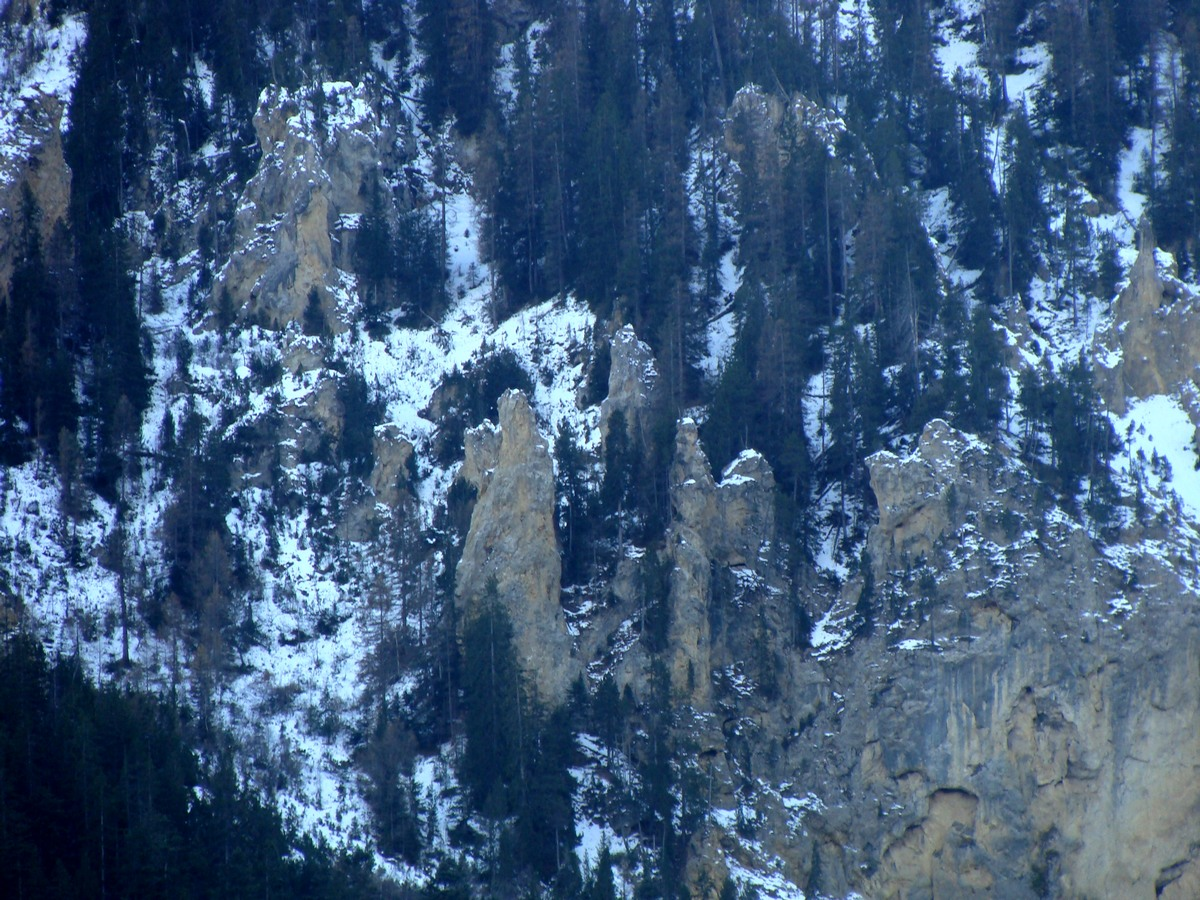
Les cargneules de Bragousse sous les premières neiges
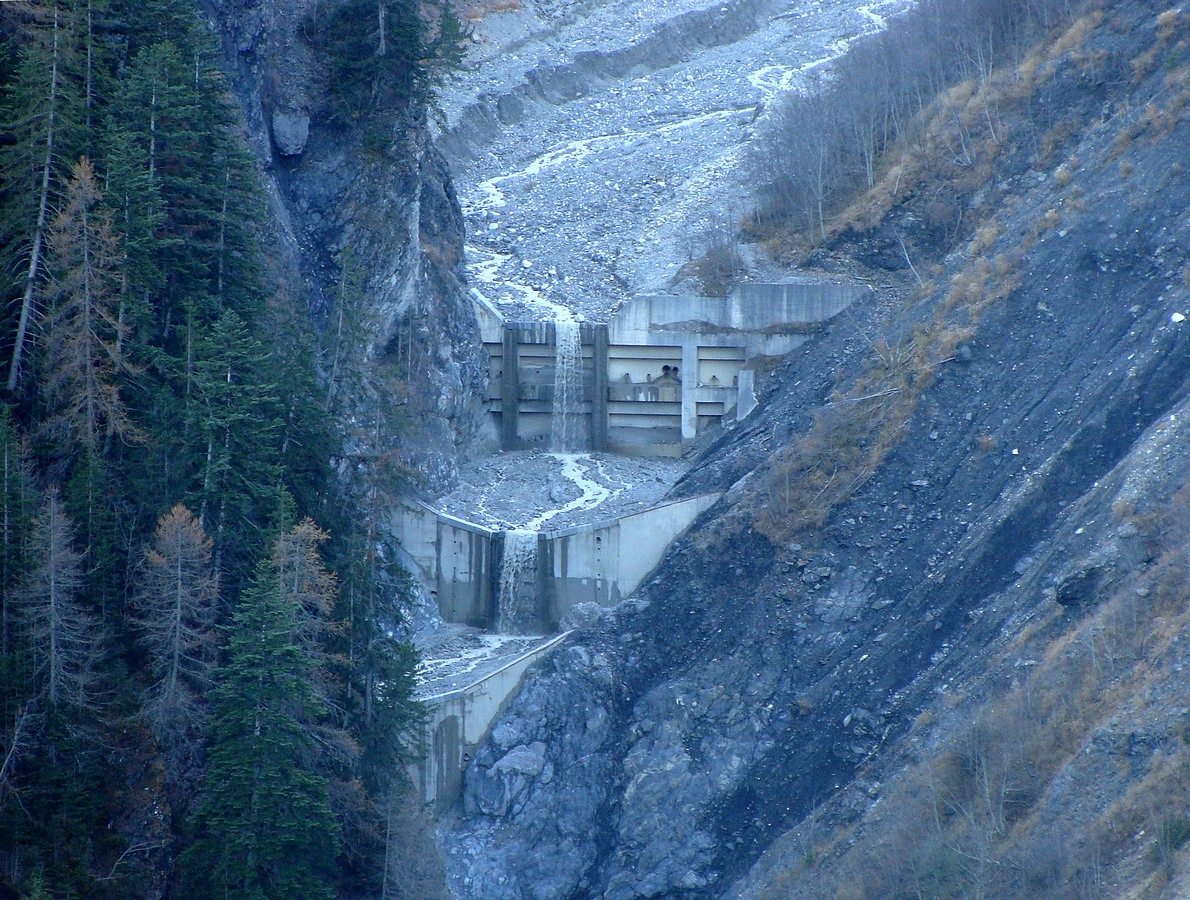
Barrages régulateurs sur le torrent de Bragousse
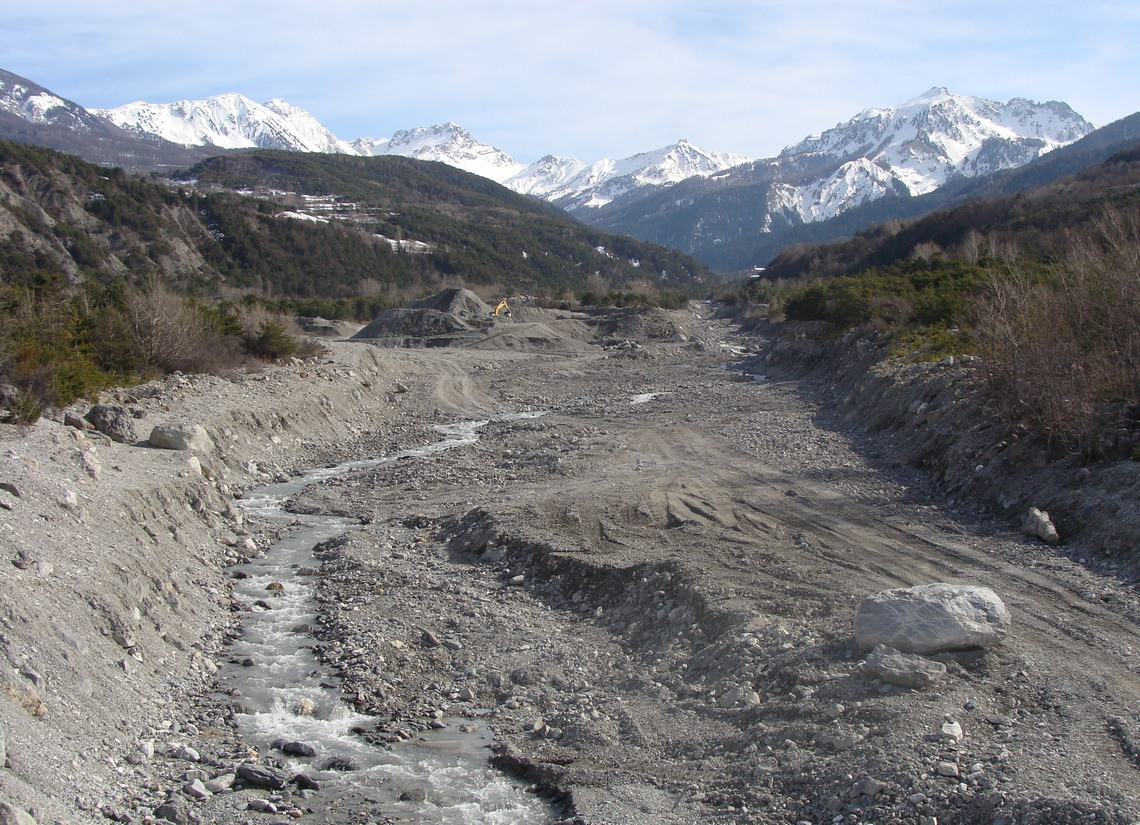
Le lit du Boscodon au débouché dans la vallée de la Durance